# Pawel Siczek
Pawel Siczek (geb. 1977 in Warschau) ist ein Schweizer Regisseur polnischer Abstammung. Er studierte Dokumentarfilm und Fernsehpublizistik mit dem Schwerpunkt Regie an der Hochschule für Fernsehen und Film in München und arbeitet heute als freier Autor und Regisseur. Für seine Dokumentarfilme begleitet er seine Protagonisten oft jahrelang.

## Dokumentarfilme (Auswahl)
- Die Hälfte der Stadt, 2015, 85 Minuten, erzählt die Geschichte des Fotografen Chaim Berman im Kozienice der ersten Hälfte des 20. Jahrhunderts.[2]
- Fußgängerzone, 2010, 59 Minuten
- Bassiona Amorosa, 2008, Dokumentation über das Ensemble Bassiona Amorosa, 98 Minuten
- This Kind of Hope, 2023, Dokumentation über das Leben von Andrei Sannikov, 82 Min